# Edmontosaurus regalis-beenderlagen
De Edmontosaurus regalis-beenderlagen van de Horseshoe Canyon-formatie (Boven-Krijt) in het gebied van Drumheller (Alberta, Canada) zijn drie monodominante beenderlagen die resten van de plantenetende ornithischische dinosauriërsoort Edmontosaurus regalis, behorend tot de klade Euornithopoda (familie Hadrosauridae, onderfamilie Hadrosaurinae), bevatten.

## Geologie

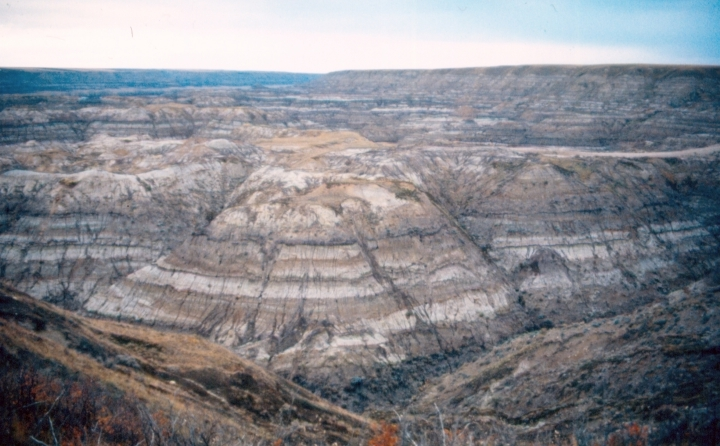
De Horseshoe Canyon-formatie nabij Drumheller in de Badlands van zuidelijk Alberta (Canada). Campanien, Boven-Krijt.

De door Edmontosaurus gedomineerde beenderlagen van de Horseshoe Canyon-formatie werden gerapporteerd door Evans et al., 2003, Eberth & Bell, 2014 en Bell & Campione, 2014. Monodominante bone beds met Edmontosaurus werden in de wetenschappelijke literatuur relatief weinig beschreven. De beenderlagen in het gebied van Drumheller heten Bleriot Ferry, opgegraven van 1993 tot 1998, Fox Coulee, opgegraven van 1999 tot 2001, en Prehistoric Parc, opgegraven van 2002 tot 2004 in het kader van het publieke project Day Digs Program (1993 - 2004) van het Royal Tyrrell Museum of Palaeontology in Alberta. Dit project diende om deelname door het grote publiek aan het verzamelen van paleontologische gegevens te promoten en te vergemakkelijken. De drie bone beds liggen in de Badlands van de Red Deer River-Vallei in het gebied van Drumheller. De Fox Coulee-beenderlaag bevindt zich in het oostelijke deel van de verlaten spoorweg in Midland Provincial Park, de Bleriot Ferry-beenderlaag op de oostelijke oever van de Red Deer River juist ten zuiden van de kabelveerboot Bleriot Ferry (Provincial Highway 838) en de Provincial Parc-beenderlaag op de zuidelijke oever van de rivier in de badlands grenzend aan een industriepark. Zij maken alle drie deel uit van de Horsethief Member van de Horseshoe Canyon-formatie. Een member (Engels) of afzetting is een benoemd lithologisch onderscheiden deel van een geologische formatie. De Horsethief Member is een in 2012 door Eberth & Braman onderscheiden lithostratigrafisch interval met een ouderdom van 71,5 tot 71,0 miljoen jaar (Bovenste Campanien). Er zijn vele andere beenderlagen met Hadrosauridae en Ceratopia bekend uit de Horsethief Member die een gelijkaardige samenstelling en omvang hebben als de Bleriot Ferry, Fox Coulee en Provincial Parc-beenderlagen. Afzettingen in de zin van sedimenten van de member bevinden zich aan de overkant van een grote deltaïsche lob die zuidoostelijk overgaat in sedimenten van de terugtrekkende Bearpaw Sea. De kustlijn bevond zich op ongeveer vijfenzeventig kilometer ten oosten en zuidoosten van Drumheller. Het gebied waar de beenderlagen zich bevinden was een lage bijna horizontaal verlopende en waterverzadigde overstromingsvlakte met vele veenmoerassen en uitgestrekte, hogerliggende waterrijke gebieden tussen rechte tot meanderende rivieren, en grenzend aan een kust.
De beenderlagen bevinden zich alle drie in een stratigrafisch interval van vierentwintig meter. De Fox Coulee, Prehistoric Parc en Bleriot Ferry-beenderlagen verschijnen op respectievelijk drie, tien en zevenentwintig meter boven de basis van de Horsethief Member. De Horsethief Member bedekt de Drumheller Member en wordt op haar beurt bedekt door de Morrin Member. Elke beenderlaag bevat sterk tot bijna niet gelaagde roodbruine tot bruine zandige siltsteenlagen of siltige zandsteenlagen en is rijk aan verspreide fossiele beenderen en beenderfragmenten, verkoolde plantfragmenten en barnsteen. Aan of nabij de basis van elke beenderlaag bevinden zich ijzercarbonaat cement en/of concretievormige ijzersteen. De basis van elk bone bed is sterk afgelijnd en breed lensvormig. Elke beenderlaag vertoont weinig lithologische variatie. Vorming van paleosol kon in geen enkel bone bed aangetoond worden en sporen van plantenwortels komen niet algemeen voor. Elke beenderlaag is ongeveer in het midden het dikst, 0.6 m in de Prehistoric Parc,- 1.2 m in de Bleriot Ferry,- en 1.5 m in de Fox Coulee-afzetting, en wordt bedekt door een mudstone-facies. De driedimensionale omvang van het facies van de Bleriot Ferry-beenderlaag is goed zichtbaar. In bovenaanzicht is het ovaalvormig met een oppervlakte van ongeveer tweeduizend m². Het loopt circa honderd meter van oost naar west, en ongeveer 175 meter in van noord naar zuid. De Fox Coulee- en Prehistoric Parc-beenderlagen zijn driedimensionaal minder zichtbaar. Ze vertonen wel duidelijke uitlopers langsheen de zichtbare dagzoom, wat betekent dat hun vorm in bovenaanzicht initieel ook ongeveer de vorm van een ovaal had. De oorspronkelijke oppervlakte van de Prehistoric Parc-beenderlaag wordt ook op ca. tweeduizend m² geschat. Het oorspronkelijk oppervlak van de Fox Coulee-beenderlaag is onzeker omdat er te weinig aan de oppervlakte komt. 
Alle drie de beenderlagen bevatten sterk verspreide over het algemeen niet-overlappende en normaal gesorteerde beenderen met volledige ledematen aan de basis van de afzetting en kleinere beenderen en fragmenten verspreid over een hoogte van tientallen centimeters boven de basis door het sediment heen. De preserveringsgraad varieert van volledige, goed gefossiliseerde beenderen tot kleine beenfragmenten. De meeste beenderen liggen plat of bijna plat ten opzichte van de basis van de beenderlagen. Maar soms komen in alle drie de afzettingen lange beenderen voor die verticaal tot bijna verticaal in het sediment georiënteerd zijn. De Prehistoric Parc-beenderlaag vertoont in bovenaanzicht een onregelmatige verspreiding van grote ten opzichte van kleine beenderen, terwijl de Fox Coulee- en Bleriot Ferry-beenderlagen een algemeen homogene verspreiding van grote en kleine beenderen laten zien. In de Prehistoric Parc-beenderlaag is ongeveer 22% van de in kaart gebrachte beenderen op één of andere manier geassocieerd met limoniet. Grotere beenderen zijn er typisch door ingekapseld en kleinere beenderen zijn soms bedekt met een limoniet coating, vooral op breukvlakken.
De Danek-Edmontosaurusbeenderlaag (Royal Tyrrell Museum of Palaeontology-locatie L2379) in Edmonton (Alberta, Canada) is nog een monodominante beenderlaag in de Horseshoe Canyon-formatie die beenderen van Edmontosaurus regalis bevat.

### Ontstaan van de beenderlagen
De beenderlagen worden naar het centrum dikker, wat aantoont dat de mudstone-sedimenten waarin ze gevormd werden ontstonden door het opvullen van plaatselijke geïsoleerde topografische laagten. Dit wordt ondersteund door het ontbreken van opvulsedimenten van verlaten rivierkanalen. De rijke organische samenstelling van de mudstone wijst erop dat deze topografische laagten zich tussen rivieren bevonden die het opvulmateriaal leverden. Volgens Eberth et al., 2006 en Britt et al., 2009 vertegenwoordigen de goed vermengde silt,- zand,- en kleisteen met overvloedige plantenresten en goed verspreide, normaal gesorteerde kleine tot grote beenderen een heel weinig korrelgesorteerd diamict-achtig sediment. Weinig gesorteerde sedimenten met verspreide grote klasten wijzen op de afzetting van zeer compacte tot massale sedimentstromen of modificatie van normaal samengestelde sedimenten door bioturbatie of seismische activiteit. Het ontbreken van resten van sedimentaire structuren, de door alle beenderlagen heen normaal gesorteerde beenderen en beenderfragmenten en de algemene laterale en verticale lithologische samenhang van elke afzetting maken het hoogst onwaarschijnlijk dat deze sedimenten volledig door bioturbatie gewijzigd werden. De meest plausibele oorzaak voor het ontstaan van de beenderlagen is het optreden van massale sedimentstromen over een landschap dat met beenderen bezaaid was. Beenderen, plantenresten en zand werden door de sedimentstromen meegesleurd, verzameld en in plaatselijke laagten gespoeld met een reliëf van één tot twee meter over afstanden van honderd tot tweehonderd meter. De topografische laagten kunnen al bestaan hebben of ze werden plaatselijk door de sedimentstroom uitgesneden. Gezien de subtiele verticale lithologische variatie binnen elke beenderlaag is het mogelijk dat er meerdere sediment- of modderstromen verantwoordelijk waren voor de opbouw van elke beenderlaag.
De sedimentologische gegevens van de Fox Coulee en de Bleriot Ferry-beenderlagen geven aan dat de beenderen zwak tot sterk door watertransport beïnvloed werden (erosie door verplaatsing). Uit dezelfde gegevens kan afgeleid worden dat de beenderen uit de Prehistoric Parc-beenderlaag bijna niet door watertransport beïnvloed werden. Er is niets geweten van de oorspronkelijke verspreiding van de beenderen over het landschap voordat ze ingebed werden (door sediment bedekt). De aanwezigheid van beenderen van ledematen van soms meer dan één meter lengte spreekt tegen langdurig watertransport omdat deze door hun gewicht sneller door de sedimentstroom achtergelaten worden. Daarentegen komen kleine beenderfragmenten (kleiner dan één cm), die dus veel lichter zijn, door heel de onderste vijftig cm van de beenderlagen voor, wat doet vermoeden dat deze over de volledige afstand van de sedimentstroom getransporteerd werden. In elk geval is de interpretatie dat de beenderen door deze sedimentstromen minstens matig geërodeerd werden. De geologische gegevens alleen zijn onvoldoende om te kunnen besluiten of deze beenderlagen het gevolg zijn van natuurlijke sterfte van Edmontosaurus regalis waardoor de beenderlagen gradueel gevormd werden, of dat ze het resultaat zijn van een plotse massale sterfte door overstromingen wanneer rivieren op een overstromingsvlakte buiten hun oevers traden.

## Tafonomie
De drie beenderlagen worden gedomineerd door biostratinomisch gewijzigde (zoals erosie door zand en water, verlies van anatomisch verband vóór de afzetting in sediment, en breuk) en niet-samenhangende (niet in anatomisch verband) beenderen van dinosauriërs die aan een grote hadrosaurine Hadrosauriër toewijsbaar zijn. Omdat Edmontosaurus regalis de enige identificeerbare hadrosaurine is die in de Horsethief Member van de Horseshoe Canyon-formatie voorkomt na meer dan een eeuw paleontologisch veldwerk en omdat afzonderlijke schedelbeenderen afkomstig van de Bleriot Ferry-beenderlaag met zekerheid aan deze soort kunnen toegewezen worden (in de afwezigheid van elk bewijs van het tegendeel), zijn de drie beenderlagen gedomineerd door Edmontosaurus regalis.

### Fox Coulee-beenderlaag
Omdat de Fox Coulee-beenderlaag slechts gedurende twee seizoenen opgegraven werd, werden maar 233 fossielen gecatalogeerd en geprepareerd. Hierdoor werd weinig tafonomisch onderzoek verricht naar de Fox Coulee-afzetting zodat onze kennis van haar ontstaansgeschiedenis minimaal is. Fox Coulee bevat vooral kleine ribfragmenten (< 20 mm lang), pezen en beenderen uit de wervelkolom. In 2002 werden 146 beenderen in kaart gebracht, waarvan 89 % (130 specimina) hadrosauride is en waarvan 85 specimina wel dinosaurisch zijn, maar niet-identificeerbaar op genusniveau. Van de zestien niet hadrosauride specimina zijn er vijftien de uitgeworpen tanden van Tyrannosauridae. Van de gecatalogeerde beenderen is 75 % hadrosauride. Vele zitbeenderen hebben een slanke schacht en hebben geen verlenging aan het distale uiteinde, wat karakteristiek is voor hadrosaurine Hadrosauridae. Alhoewel enkele beenderen van volwassen Edmontosaurus gevonden werden, blijkt de afzetting vooral resten van jonge en jongvolwassen dieren te bevatten. Door het ontbreken van volledige beenderen zijn de lichaamsomvang van de betrokken dieren en de structuur van de levensgemeenschap moeilijk te bepalen. Karakteristiek aan de beenderlaag is dat grote beenderen vóór de inbedding gebroken werden. Ze zijn weinig geërodeerd door watertransport en bijtsporen van carnivore dinosauriërs blijken afwezig te zijn. De tafonomische kenmerken van de geprepareerde en gecatalogeerde hadrosauride fossielen blijken overeenkomsten te hebben met die van de twee andere bone beds. Maar een juiste beschrijving van de kenmerken van beendermodificatie is door de grote hoeveelheden te kleine beenderen en beenderfragmenten niet mogelijk.

### Prehistoric Park-beenderlaag
Van deze paleosite werd 20 m² opgegraven, wat 1893 in kaart gebrachte specimina opleverde, waarvan 307 identificeerbaar. De beenderlaag vertoont een overvloed aan specimina van ca. tachtig per m² voor zowel macro- als microfossielen, en een overvloed aan enkel macrofossielen (beenderen van dinosauriërs behoren tot de macrofossielen) van ongeveer twintig fossielen per m². De afmetingen van de specimina variëren van meer dan één meter (beenderen van ledematen) tot enkele millimeter (tanden en beenderfragmenten), zoals bij de Bleriot Ferry-beenderlaag. De fossielen liggen meestal plat. De grootste beenderen bevinden zich nabij het raakvlak met de onderliggende zandsteen. 74 % of 1408 van het totale aantal in kaart gebrachte specimina zijn niet-identificeerbare beenderfragmenten, waaronder gefossiliseerde pezen en ribben van Ornithischia. Onder de microfossielen zijn uitgeworpen tanden van grote Tyrannosauridae overvloedig aanwezig (199). Ook van kleinere vleesetende dinosauriërs behorende tot de Dromaeosauridae en Troodontidae werden verschillende afzonderlijke tanden aangetroffen, evenals een middenvoetsbeentje en een vingerkootje van vermoedelijk een Dromaeosauride. Tandfragmenten van Hadrosauridae komen ook algemeen voor. Gecatalogeerde niet-Dinosauroïde gewervelde microfossielen zijn onder meer schildfragmenten van Chelydridae (bijtschildpadden) (2), schubben van vissen (2) en één krokodiltand. Eén tand is afkomstig van een gehoornde dinosauriër. De resterende 14 % van de in kaart gebrachte specimina zijn grotere en doorgaans identificeerbare beenderen van hadrosauriërs die niet in anatomisch verband liggen en onvolledig zijn (257 specimina, peesfragmenten en ribben niet inbegrepen). De twee zitbeenderen die in de Prehistoric Parc-beenderlaag aangetroffen werden zijn door het ontbreken van een verbreding aan het uiteinde toegewezen aan Hadrosaurinae (sensu (volgens) Horner et al., 2004).
De afmetingen van de fossielen wijzen op Edmontosaurus als herkomst van de beenderen. Op basis van de aanwezigheid van één hadrosaurien rechter- en twee linkerschaambeenderen in de verzamelingen van het Royal Tyrrell Museum of Palaeontology werd het MNI (minimum number of individuals) van de Prehistoric parc-beenderlaag bepaald op twee dieren. Deze schaambeenderen zijn consistent met de kenmerken van het geslacht Edmontosaurus. De meest voorkomende hadrosauride beenderen zijn delen van lange beenderschachten, fragmentarische wervels en ribben. Er werden slechts vijf hadrosauride schedelbeenderen gevonden, waaronder een fragmentarisch tandbeen en een surangulair been. De meeste opgegraven beenderen van de schouder- en bekkengordel en van de ledematen - een borstbeenplaat, een ellepijp (ulna) en een spaakbeen (radius), twee kuitbeenderen (fibulae) en een dijbeen (femur) van minstens 1.35 m lengte - zijn afkomstig van jongvolwassen en van volwassen hadrosauriërs. Gebaseerd op de veldgegevens bedraagt de ratio van het aantal ornithischiërs ten opzichte van het aantal saurischiërs ongeveer 86 % <> 13 % ongeacht de afmetingen van de specimina. Deze verhouding is dezelfde als in de Fox Coulee- en Bleriot Ferry-beenderlagen. De grote beenderen waren gebroken vóór de uiteindelijke inbedding, maar alle specimina zijn minimaal onderhevig geweest aan transporterosie door sedimentstromen. Beenderen met sporen van tanden zijn in vergelijking met de Bleriot Ferry-beenderlaag zeldzaam (< 1 % van het aantal beenderen), niettegenstaande het grote aantal opgegraven tanden van Tyrannosauridae.

### Bleriot Ferry-beenderlaag
In totaal werden 1.567 fossielen in kaart gebracht, waarvan er tijdens de opgravingen van 1993 - 1998 1.072 opgegraven en geïnventariseerd werden. Het opgegraven gebied beslaat ongeveer 99 m², zones vlak bij de onregelmatige rand van de beenderlaag inbegrepen, alwaar de preservatie van de specimina slecht is ten gevolge van recente erosie. De beenderlaag bevat gemiddeld vijfentwintig fossielen per m², met een verhouding van drie beenderfragmenten voor elke twee identificeerbare beenderen. De afmetingen van de specimina variëren van ca. 10 mm (tanden, fragmenten) tot meer dan 1.300 mm (bv. dijbeenderen en zitbeenderen). Meerdere grote postcraniale beenderen en een mengeling van fragmenten van wervels, ribben en niet-identificeerbare beenderfragmenten maken deel uit van elke opgegraven vierkante meter. Vele van deze beenderfragmenten (632) zijn geërodeerd en werden in kaart gebracht, maar niet verzameld. De beenderlaag wordt gedomineerd door afzonderlijke tot geassocieerde beenderen van Edmontosaurus regalis, die geïdentificeerd werd op basis van vier robuuste jukbeenderen. Verdere diagnostische kenmerken van deze soort zijn de smalle onderste rand van de zijdelingse temporale opening en het sterk achterwaarts gericht postorbitaal uitsteeksel. Edmontosaurus regalis is de enige bekende hadrosauriër die in de beenderlagen voorkomt. Het MNI (minimum number of individuals) van negen dieren werd berekend op basis van dertien linker- en rechterdijbeenderen van verschillende afmetingen. De meeste hadrosauriërbeenderen zijn groot en dus vermoedelijk afkomstig van volwassen dieren, maar er werden ook enkele beenderen van individuen gevonden die ongeveer half volgroeid waren. Ribben en wervels uit de thorax komen met méér dan 80 % het meest voor, diverse tanden en fragmenten van pezen hebben een aandeel van 10 %, beenderen uit de borstkas en bekkengordel 5 % en beenderen uit de ledematen 5 %. Alhoewel de meeste wervels en de meeste beenderen uitgezonderd ribben volledig zijn, werden ze toch aangetast door verplettering en recente erosie en vertonen ze minstens afronding klasse 1 door de schurende werking van watertransport (volgens Ryan et al., 2001).  Meer dan 15 % van de gecatalogeerde beenderen draagt krassen en meer dan 10 % de sporen van tanden van vleesetende dinosauriërs.
Het tweede meest voorkomende taxon is de familie Tyrannosauridae, vertegenwoordigd door cf. Albertosaurus (13 % of 139 specimina van de 1.072). Telling van dit taxon werd gebaseerd op een groot aantal tanden en vijftien andere beenderen, waaronder een maxilla (bovenkaak), twee tandbeenderen die bij elkaar horen en verschillende schedelbeenderen die van één dier afkomstig zouden kunnen zijn. Omdat de meerderheid van de tanden geen wortels heeft (omdat ze uitgeworpen werden) kunnen ze niet afkomstig zijn van de gevonden tandbeenderen. Tyrannosauriede tanden als het tweede meest voorkomende taxon in een monodominante Ornithischische beenderlaag komen ook voor in de Centrosaurus apertus-beenderlagen van de Belly River Group in Zuid-Alberta. Een gehoornde dinosauriër, waarschijnlijk Pachyrhinosaurus canadensis is het derde meest voorkomende taxon in de beenderlaag, met 23 van de 1.072 specimina (2.1 %). In 1960 werd een niet-gecatalogeerde schedel in deze beenderlaag ontdekt. Eén tand van een Troodontide en vier tanden van minstens één Dromaeosauride (cf. Atrociraptor) werden ook aangetroffen. De overige taxa in de beenderlaag zijn meestal aquatische gewervelden, zoals twee krokodillen, één schildpad, vijf specimina Myledaphus (een kraakbeenvis) en vijf Champsosauriërs.

### Interpretatie
De hadrosauriërbeenderen van de Prehistoric Parc- en de Bleriot Ferry-beenderlagen vertonen veel tandsporen van vleeseters en sporen van erosie en zijn meestal gebroken. Dit zijn de kenmerken van een matige tot hoge graad van biostratinomische wijziging (zoals erosie door zand en water, verlies van anatomisch verband vóór de afzetting in sediment, en breuk). De aanwezigheid in een interfluviaal milieu van beenderen die het anatomisch verband verloren hebben en die tandsporen van predatoren vertonen in associatie met talrijke uitgeworpen tanden van kleine en grote Theropoda, wijst op de activiteit van zowel grote als kleine vleeseters. De kleine tanden zijn afkomstig van minstens één soort troödontide en minstens één soort dromaeosauride. De grote vleeseter is waarschijnlijk Albertosaurus omdat dit geslacht de enige grote theropode is bekend uit de Horseshoe Canyon-formatie. De krassen op de beenderen, de vele fragmenten en de vele gebroken beenderen wijzen ook op de aanwezigheid van grote carnivoren. Maar grote dinosauriërs die door de gebieden trokken waar vele beenderen verspreid lagen kunnen door vertrappeling (ook wel eens 'dinoturbatie' genoemd) ook verantwoordelijk zijn voor het breken en voor de krassen. De veldgegevens van de Bleriot Ferry-beenderlaag tonen aan dat de skeletten heel fragmentarisch zijn, en dit geldt eigenlijk voor alle drie de beenderlagen. Alhoewel voor de Bleriot Ferry-beenderlaag berekend werd dat de beenderen afkomstig zijn van negen dieren, bedraagt het aantal in kaart gebrachte grote hadrosauride beenderen slechts 729 (< 21 %) van de in totaal 3.501 grote beenderen die men zou kunnen verwachten indien alle beenderen van negen volledige skeletten aanwezig zouden zijn in de beenderlaag (389 beenderen per dier, Eberth et al., 2014). Vermoedelijk is het verlies aan beenderen in de Bleriot Ferry-beenderlaag niet alleen te wijten aan de activiteiten van aaseters, maar ook aan periodieke overstromingen en daaruit volgende modderstromen die in dit kustlaagland over de lager gelegen gebieden tussen de rivieren optraden. De aanwezigheid van aquatische gewervelde microfossielen in de drie beenderlagen ondersteunt de interpretatie dat de gebieden waar de beenderlagen zich vormden regelmatig overstroomden door nabijgelegen zoetwaterrivieren die buiten hun oevers traden. De beenderen van alle drie de beenderlagen hebben dezelfde tafonomische en geologische kenmerken die een hoge graad aan biostratinomische wijziging aangeven, zoals het ontbreken van anatomische samenhang tussen de beenderen, de vele gebroken beenderen, matige sortering van de beenderen volgens grootte en minimale tot matige sporen van erosie, en van kras- en tandsporen. Al deze kenmerken wijzen op kadavers die lange tijd op een overstromingsvlakte bleven liggen waar ze ontbonden, ten prooi vielen aan aaseters, vertrappeld werden en regelmatig door stromend water verplaatst werden.

## Doodsoorzaak
Het is moeilijk om te achterhalen wat de precieze doodsoorzaak van de hadrosauriërs is geweest. Ofwel zijn de drie beenderlagen het resultaat van natuurlijke sterfte over grote tijdsperioden, ofwel zijn ze het resultaat van plotse, catastrofale gebeurtenissen waarbij talrijke dieren gelijktijdig omkwamen. Maar er zijn een aantal aanwijzingen waardoor we de hypothese van plotse massale sterfte kunnen lanceren en toetsen. Vele onderzoekers suggereren dat bij hadrosauriden kleinere jonge dieren ecologisch gescheiden bleven van groepen grotere jongvolwassen en volwassen dieren. De Prehistoric Park- en Bleriot Ferry-beenderlagen worden door grote volwassen dieren gedomineerd. Alhoewel zeldzame grote beenderen van ongeveer half volgroeide dieren voorkomen en beenderen van jongvolwassen dieren algemeen zijn in de Bleriot Ferry-beenderlaag, zijn nestdieren en kleine jonge dieren afwezig. In de Fox Coulée-beenderlaag komen jonge en jongvolwassen dieren meer algemeen voor, maar er is meer onderzoek nodig om het afmetingprofiel van de thanatocoenose te bepalen. De overvloed van volwassen dieren in de Prehistoric Park- en Bleriot Ferry-beenderlagen wordt het best geïnterpreteerd als de accurate weergave van de eens levende, plaatselijke levensgemeenschap (biocoenose), niet als dieren die door de locatie passeerden.
In elke beenderlaag hebben de beenderen min of meer dezelfde tafonomische kenmerken die door biologische kortetermijninvloeden ontstonden, kenmerken zoals de graad van disarticulatie, tandsporen, breuk van de beenderen en krassen. Deze factoren ondersteunen de hypothese van plotse catastrofale massa-sterfte en zijn moeilijker in verband te brengen met het normale natuurlijke overlijden van dieren in levensgemeenschappen (zoals door ziekte, ouderdom, droogte) waar seizoensgebonden en jaarlijkse milieu-omstandigheden zouden moeten variëren in de loop van de tijd, en waardoor de beenderen dus verschillende tafonomische kenmerken zouden moeten hebben. In deze contexten kan dus geconcludeerd worden dat de dieren uit alle drie de beenderlagen het slachtoffer werden van plotse massasterfte. Soortgelijke argumenten werden aangevoerd ter ondersteuning van de interpretatie van andere monodominante hadrosauride beenderlagen. Alhoewel het eigenlijke fenomeen dat de massasterfte veroorzaakte onbekend blijft, is het plausibel dit te relateren aan een overstroming op een riviervlakte gelegen aan een kust. Een gelijkaardige overstroming verplaatste de beenderen van de hadrosauriërs toen de kadavers ontbonden waren en zorgde ook voor de inbedding in sediment. De bekende monodominante  Centrosaurus apertus-beenderlagen in Dinosaur Provincial Park in Zuid-Alberta (Canada), vele spectaculaire fossielen in de Dinosaur Park-formatie en andere fossiele levensgemeenschappen (thanatocoenosen) in de Horse Shoe Canyon-formatie zijn ook het resultaat van zulke overstromingen. Volgens Hamblin, 2004 en Eberth & Braman, 2012 wijzen sedimentologische gegevens over de Horsethief Member te Drumheller op de nabijheid van de kust. Overstromingen vanuit dit kustgebied waardoor laaglanden overspoeld werden en rivieren op de kustvlakte buiten hun oevers traden, werden veroorzaakt door tropische stormen en kunnen ook het leven van de edmontosauriërs beïnvloed hebben. Het Albertosaurus-bonebed dat stratigrafisch hoger ligt in de Horseshoe Canyon-formatie kan ook ten gevolge van zulke overstromingen gevormd zijn.
De drie beenderlagen bevinden zich op verschillende stratigrafische niveaus. Dit terugkerend stratigrafisch patroon van beenderlaagverspreiding duidt op herhaalde of zelfs cyclische afzetting van hadrosauride beenderlagen als gevolg van een complexe interactie van tafonomische, biologische- en omgevingsfactoren. Overstromingen en daaruit volgende lokale tot massale sediment- en modderstromen worden algemeen erkend als fenomenen die op locaties over heel de wereld dinosauriërs massaal doodden en in sediment begroeven. In beenderlagen uit het Boven-Krijt van Dinosaur Provincial Park (Zuid-Alberta) werd houtskool aangetroffen afkomstig van bosbranden. De hieruit volgende vernietiging van vegetatie kan de gevolgen van overstromingen vergroot hebben. De overvloed van verweerde en gebroken, afzonderlijke beenderen (dus beenderen die het anatomisch verband verloren hebben) in deze beenderlagen wijst erop dat de vorming ervan een proces was dat uit meerdere fases bestond. De overstromingen of modderstromen die de Edmontosauriërs initieel doodden, stonden duidelijk niet in verband met de overstromingen die later de beenderen die verspreid lagen over het landschap meesleurden en uiteindelijk begroeven (inbedding in sediment). Evans et al., 2020 besluiten dat de drie Edmontosaurusbeenderlagen de resten van groepen of kudden jonge of jongvolwassen tot volwassen dieren bevatten die massaal door omvangrijke overstromingen van kustvlaktes omkwamen. De kadavers werden afgezet over een beperkt deel van de kustvlakte en geraakten daarna uit het anatomisch verband. De beenderen werden immers verspreid ten gevolge van ontbinding van de kadavers, de activiteiten van aaseters/vleeseters, vertrappeling en door nieuwe overstromingen. De paleontologische en tafonomische gegevens volgend uit de bestudering van de beenderlagen ondersteunen de hypothese dat edmontosauriërs minstens voor een deel van hun leven in groepen/kudden leefden. Omdat gelijkaardige monodominante beenderlagen met de soort Edmontosaurus annectens bekend zijn uit het Boven-Maastrichtien van de westelijke Verenigde Staten, versterken de gegevens van de beenderlagen met Edmontosaurus regalis de hypothese dat kuddevorming een essentieel deel uitmaakte van het dagelijkse leven van alle soorten van het geslacht Edmontosaurus.

## Opgravingsmethoden
Inspectie van de blootliggende delen van de beenderlagen vóór de opgravingen begonnen localiseerde de gebieden met hoge concentraties aan fossielen en hielp om de globale inhoud van de beenderlagen en de preserveringsomstandigheden en geologische context van de fossielen te bepalen. Deze inspectie bracht ook aan het licht dat elke beenderlaag een macrofossiele locatie is die een kleine tot matige hoeveelheid gewervelde microfossielen bevat. Elke beenderlaag kan dus ook als een gemengde macrofossiele/microfossiele eenheid beschouwd worden. Evans et al, 2020 karakteriseerden de beenderlagen op basis van hun macrofossiele componenten en vermeldden de microfossielen (onder meer uitgeworpen tanden van vleesetende dinosauriërs) indien dat relevant was. Om plaatselijke variaties in de thanatocoenose en in de geologische en tafonomische eigenschappen te kunnen inschatten, werden in elke beenderlaag minstens twee afzonderlijke groeven van 20 tot 100 m² uitgegraven. 
Voor elke groeve werd een basislijn en een conventioneel alfanumeriek opgravingsraster opgezet om het verzamelen van gegevens en om het in kaart brengen van de beenderlagen te versnellen. Het opgravingsraster werd naar het magnetische noorden gecalibreerd. Tijdens het Day Digs Program werden de beenderen opgegraven, in kaart gebracht en verwijderd voor preparatie en opslag in het Royal Tyrrell Museum of Palaeontology. Er werd getracht om consistent driedimensionale oriëntaties van de beenderen vast te leggen, vooral voor de langwerpige beenderen met een lengte van meer dan vijf centimeter. Opmerkelijke fossielen, zoals verkoolde delen van bomen, werden niet opgegraven maar wel in kaart gebracht. Axiale oriëntatiegegevens, oriëntatiegegevens in twee richtingen, werden van alle drie de beenderlagen verzameld. Enkel van langwerpige fossielen waarvan een lengte-as kon bepaald worden werden gegevens verzameld voor gebruik in statistische analyses. Tezamen met vele beenderen werden monsters van het omgevende sediment genomen voor verdere petrografische, lithologische en geochemische analyse. Vanaf de start van het Day Digs Program werden opgegraven beenderen in het veld voorlopig geïdentificeerd. In het laboratorium werden ze opnieuw bestudeerd om de taxonomische positie en determinerende skeletkenmerken te bevestigen en om enkele basale tafonomische eigenschappen zoals beendermodificatie (onder meer erosie door watertransport) te bepalen en te kwantificeren.
Een voorlopige beoordeling van de ontogenetische stadia en de lichaamsgrootte van de edmontosauriërs van de Fox Coulee- en Bleriot Ferry-beenderlagen werd gebaseerd op de kleine hoeveelheid geprepareerde ledemaats,- schouder- en bekkengordelbeenderen en kaaksbeenderen in de verzamelingen van het Royal Tyrrell Museum of Palaeontology. De bepaling van het ontogenetisch stadium werd gebaseerd op Horner et al, 2000 en op Evans, 2010 waarbij individuen die groter zijn dan 85 % van het paratype van Edmontosaurus regalis (vertegenwoordigd door het individu CMN 2289) als volwassen dieren beschouwd worden. Individuen die tussen 85 en 50 % van de lichaamsgrootte van CMN 2289 hebben, worden als jongvolwassen dieren beschouwd, en individuen die minder dan 50 % van de lichaamsgrootte van CMN 2289 hebben worden als jonge dieren beschouwd.
Geologische gegevens werden adequaat verzameld door geoloog David Eberth van het Royal Tyrrell Museum of Palaeontology. In situ gegevens van de beenderlagen, zoals oriëntatie van de beenderen in het sediment, beenderidentificatie en het leggen van allerlei verbanden tussen kenmerken in het veld werden niet adequaat gedocumenteerd. Dit komt doordat er in de loop van de duurtijd van het Day Digs Program (1993-2004) grote aantallen deelnemers waren, en door de variërende bekwaamheden van de verschillende personen die de opgravingen op een dagelijkse basis leidden. Maar bij het verzamelen van de veldgegevens van de Fox Coulee- en Prehistoric Park- beenderlagen waren paleontoloog David Evans en bij de Bleriot Ferry-beenderlaag paleontoloog Michael Ryan betrokken. Gedurende de volledige termijn van het Day Digs Program bestond de groep die de opgravingen leidde uit meer dan dertig personen, voornamelijk studenten, die een variërende achtergrond en ervaring hebben. Het aantal gewone deelnemers liep in de loop van de tien jaar dat het opgravingsprogramma duurde in de duizenden. Daarom baseerden Evans et al., 2020 hun studie van de beenderlagen vooral op de door henzelf verzamelde veldgegevens en op de beenderen die door het Royal Tyrrell Museum of Palaeontology geprepareerd werden.